# جورج واشینگتن براکنریج
جورج واشینگتن براکنریج (George Washington Brackenridge) (زادهٔ ۱۴ ژانویه ۱۸۳۲ – درگذشتهٔ ۲۸ دسامبر ۱۹۲۰)، نوع‌دوست و باسابقه‌ترین عضو شورای دانشگاه تگزاس بوده‌است. بخشش و اهدای زمان، زمین و ثروت او باعث گسترش دانشگاه شد و فرصت‌های آموزشی برای زنان و سایر اقلیت‌ها را فراهم کرد. او مدافع حق رأی زنان و فرصت‌های تحصیلی آن‌ها بود. براکنریج همچنین تاجری بود که ثروت اولیه‌اش را با سودجویی در کارزار جنگ داخلی آمریکا به دست آورد. او دو مؤسسهٔ بانکی را در سن آنتونیو سازمان‌دهی کرد و در جایگاه ریاست در مؤسسات مشغول به فعالیت بود. براکنریج رئیس شرکت آب سن آنتونیو بود. ارتفاعات آلامو هایتس، تگزاس در شهرستان بیر، تگزاس زمانی محل سکونت او بوده و از سوی او نام‌گذاری شده‌است. عمارت براکنریج، فرنریج، اکنون بخشی از پردیس دانشگاه اینکارنت ورد است. بوستان براکنریج، باغ چای ژاپنی سان آنتونیو و پارک مهنکه در سن آنتونیو در زمین‌های اهدایی او ساخته شده‌است.

## پیشینهٔ خانوادهٔ براکنریج
نام براکنریج در تگزاس از رابرت براکنریج پدر که اسکاتلندی-ایرلندی بود و از ایرلند شمالی به‌همراه برادرش، الکساندر، در سال ۱۷۳۰ مهاجرت کرده بود، برگرفته شده‌است. فرزندان الکساندر، نام فامیلی خود را برکینریج هجی می‌کردند. الکساندر و خانواده-اش به ویرجینیا مهاجرت کردند. رابرتِ پدر در کامبرلند، پنسیلوانیا ماند. پسرش، جان براکنریج (زادهٔ ۱۷۷۲ – درگذشتهٔ ۲ مه ۱۸۴۴) در واشینگتن دی.سی. پرورش یافت. او اولین وزیر پرسبیتری در واشینگتن دی.سی. بود و در سال ۱۸۱۱ به‌عنوان روحانی سنای ایالات متحده آمریکا منصوب شد.
جان آدامز براکنریج (زادهٔ ۱۸۰۰ – درگذشتهٔ ۱۸۶۲) فارغ‌التحصیل رشتهٔ حقوق از دانشگاه پرینستون بوده که یک سالن تمرین را در واریک، ایندیانا افتتاح کرد. او یکی از انتخاب‌کنندگان حزب ویگ بود که از کارزار انتخاباتی هنری کلی در سال ۱۸۴۴ برای تصدی منصب ریاست‌جمهوری ایالات متحده حمایت کرد. جان آدامز براکنریج در بحبوحهٔ فعالیت‌های سیاسی خود با آبراهام لینکلن آشنا شد.
در سال ۱۸۲۷، ایزابلا هلنا مک کالو (زادهٔ ۱۸۱۱ – درگذشتهٔ ۱۸۸۶) با جان آدامز براکنریج ازدواج کرد. جد اسکاتلندی-ایرلندی او کشیش جان کریگ در سال ۱۷۳۴ از شهر انتریم، ایرلند شمالی مهاجرت کرده بود. پدرش جیمز مک کالو در چهار سالگی به‌همراه والدینش از جزیرهٔ شمالی، بلفاست، مهاجرت کرده‌است.
همهٔ هشت فرزند جان آدامز و ایزابلا براکنریج در ایندیانا به دنیا آمدند. جان، ایزابلا و شمار زیادی از فرزندان‌شان در مقبرهٔ خانوادگی براکنریج در جکسون، تگزاس به خاک سپرده شدند.
جورج دومین فرزند بود که در ۱۴ ژانویه ۱۸۳۲ چشم به جهان گشود. او در کالج هانوفر و دانشگاه ایندیانا تحصیل کرد. جورج به‌عنوان نقشه‌بردار و مهندس آموزش دید و دانش‌آموختهٔ حقوق از دانشگاه هاروارد بود. او در هجده سالگی به پورت لاواکا، تگزاس فرستاده شد تا کالا و اجناس به‌فروشد. با توجه به موفقیت وی، خانواده در سال ۱۸۵۳ به تکسانا در تگزاس رفتند و کسب‌وکار تجاری راه انداختند.

### برادران و خواهران جورج واشینگتن براکنریج
خانوادهٔ براکنریج در طول جنگ داخلی آمریکا از هم جدا شدند، جورج و پدرش جان، به آبراهام لینکلن و اتحادیه وفادار ماندند و سه پسر دیگر جان به ارتش ایالات کنفدراسیون پیوستند. جورج در حمایت از ممنوعیت برده‌داری و حق رأی زنان، با خواهرش النور هم‌نظر بود. پس از مرگ پدرش، مادر جورج ایزابلا و خواهر النور به خانهٔ او نقل‌مکان کردند. جورج تا پایان عمر از مادرش حمایت کرد و تا زمان وفاتش، مراقبت از النور را برعهده گرفت. النور تنها چهار سال پس از جورج درگذشت.

## جنگ داخلی آمریکا
براکنریج در طول جنگ به‌دلیل سودی که از وضعیت پیش آمده نصیبش شد، به ثروت هنگفتی رسید. او درگیر فرار از ممنوعیت صادرات پنبهٔ ایالات متحده آمریکا به انگلستان و فرانسه بود. براکنریج پنبه را مستقیماً از مزرعه‌داران می‌خرید و آن را از ماتاموروس به نیویورک می‌فرستاد. شرکای تجاری او، پدرش جان، جیمز اچ. بیتس که خانواده را از ایندیانا همراهی کرده بود و چارلز استیلمن بودند. پدرش و بیتس در همان اوایل فعالیت، چشم از جهان فروبستند. سرانجام براکنریج به‌ناچار به تگزاس فرار کرد. او به واشینگتن دی.سی. سفر نمود، جاییکه رئیس‌جمهور لینکلن در ۳۰ ژوئیه ۱۸۶۳ او را به سمت مأمور خزانه‌داری ایالات متحده منصوب کرد. هنگام تصرف شهر از سوی نیروهای اتحادیه، براکنریج در وزارت خزانه‌داری در نیواورلئان فعالیت می‌کرد. در سال ۱۸۶۴، او به‌عنوان نمایندهٔ لینکلن، به مکزیک اعزام شد تا بنیتو خوارس را متقاعد کند که تجارت پنبه با کنفدراسیون را متوقف کند.

## بانک ملی سن آنتونیو، وام و اعتبار سن آنتونیو
در سال ۱۸۶۶، براکنریج بانک ملی سن آنتونیو را سازمان‌دهی کرد و در سمت ریاست آنجا فعالیت کرد. او همچنین معمار ساختمان بانک در خیابان تجارت شناخته می‌شود. این بانک که به‌عنوان اولین بانک ملی سن آنتونیو فهرست شده‌است، در ۱۶ مارس ۱۹۷۲ به فهرست ثبت ملی مکان‌های تاریخی در شهر بکسار، تگزاس اضافه شد.

## شرکت آب سن آنتونیو
فرانسوا پی ژیرو، شهردار شهر، در سال ۱۸۷۳ شروع به پذیرش پیشنهادها برای ایجاد شرکتی به‌منظور تأمین آب شهر از رودخانهٔ سن آنتونیو کرد. در سال ۱۸۷۷، قرارداد انحصاری ۲۵ ساله با ژان باپتیست لاکوست برای ادارهٔ شرکت آب سن آنتونیو منعقد شد. براکنریج پیشتیبان مالی شرکت آب بود.

## فعالیت‌های آموزشی و موقوفات

### دانشگاه تگزاس
براکنریج عضو حزب جمهوری‌خواه بود، اما به‌مدت ۲۵ سال از سوی فرمانداران متوالی حزب دموکرات منصوب و دوباره به عضویت هیئت نایب‌رئیس‌های دانشگاه تگزاس منصوب شد. فرماندار جیمز ای. فرگوسن بودجهٔ دانشگاه را وتو کرد و براکنریج پیشنهاد داد که با هزینهٔ خودش بودجهٔ دانشگاه را تأمین کند. در سال ۱۹۱۷، فرماندار ویلیام پی. هابی که جانشین فرگوسن شده بود، دوباره او را منصوب کرد. آخرین بار او در دسامبر ۱۹۲۰ در جایگاه نایب‌رئیسی فعالیت کرد. براکنریج طولانی‌ترین سابقهٔ خدمت در هیئت نایب‌رئیسی را دارد. کمک‌های مالی او به دانشگاه و دانشجویان آن عبارت است از:
- تأمین بودجه برای سالن خوابگاه پسرانهٔ براکنریج، دانشگاه تگزاس در آستین[۲۱]
- سالن دانشگاه برای دانشجویان زنان در رشتهٔ پزشکی که در سال ۱۸۹۷ در شعبهٔ پزشکی دانشگاه تگزاس در گالوستون، تگزاس ساخته شده‌است.[۲۲]
- تأمین بودجه برای تأسیس دانشکدهٔ اقتصاد داخلی (خانگی) دانشگاه[۲۳]
- صندوق وام برای دانشجویان زنان در رشته‌های معماری، حقوق و پزشکی[۲۴]
- قطعهٔ براکنریج به وسعت ۵۰۰ جریب فرنگی (۲۰۰ هکتار، ۰٫۷۸ مایل مربع) روی رودخانهٔ کلرادو در آستین که در ۱۷ ژوئن ۱۹۱۰ به دانشگاه تگزاس اهدا شد و به دانشگاه پیشنهاد شد به منطقهٔ زمین نقل‌مکان کند ولی این پیشنهاد در آن زمان رد شد. امروزه این زمین هنوز جزو املاک دانشگاه محسوب می‌شود.[۱۱][۲۵]

### متفرقه
براکنریج نخستین رئیس هیئت‌مدیرهٔ مدرسهٔ سن آنتونیو در سال ۱۸۹۹ بود. ذی‌نفعان آموزشی از کمک‌های مالی و نفوذ سیاسی براکنریج عبارت از:
- کمک‌هزینهٔ تحصیلی پنجاه هزار دلاری برای زنان که در رشتهٔ پزشکی دانشگاه کلمبیا تحصیل می‌کردند.[۱۱]
- مدرسهٔ کار هیل که در سال ۱۹۰۶ برای دانش‌آموزان مکزیکی آمریکایی در سن آنتونیو تأسیس شد.[۲۶]
- مدرسه براکنریج برای رنگین‌پوستان که در سال ۱۸۹۹ در سن آنتونیو تأسیس شد.[۲۷]
- بخش آموزش عملی مدرسهٔ ناوارو، سن آنتونیو[۲۶]
- کالج گوادالوپ در سیگوین، تگزاس، مؤسسه‌ای برای آموزش عالی آفریقایی آمریکایی‌ها. براکنریج در کنار حمایت-های مالی، قطعه‌ای زمین به مساحت ۲۱۶ جریب فرنگی برای احداث ساختمان کالج اهدا کرد.[۲۸]

## آلامو هایتس و دانشگاه اینکارنات ورد
در سال ۱۸۶۹، براکنریج و مادرش زمین و خانه‌ای به نام «محل دل‌انگیز قدیمی» را از جیمز آر سویت، شهردار سابق سن آنتونیو، خریدند. براکنریج نام آن منطقه را به آلاموهایتس تغییر داد. او خانه را بزرگ و سه طبقه کرد و سپس نام آن را فرنریج گذاشت. در سال ۱۸۹۷، براکنریج خانه و زمین ۲۸۰ جریب فرنگی را به خواهران خیریهٔ اینکارنات ورد فروخت و آن‌ها نام ملک را ویلای براکنریج نهادند. ویلا بخشی از دانشگاه اینکارنات ورد در سن آنتونیو شد.

## بوستان براکنریج، بوستان مهنکه
جورج براکنریج در سال ۱۸۹۹، بوستان براکنریج اولیه به مساحت ۱۹۹ جریب فرنگی (۸۱ هکتار، ۰٫۳۱۱ مایل مربع) را به سن آنتونیو اهدا کرد. براکنریج بعدها زمین‌های بیشتری را واگذار کرد. در سال ۱۹۱۵، اِما کوهلر، بازهم زمین‌های بیشتری پیشکش کرد. نصب مجسمه با تشریفات اداری تا سال ۱۹۷۲ به تعویق افتاد.
براکنریج همچنین ۲۵ جریب فرنگی (۱۰ هکتار، ۰٫۰۳۹ مایل مربع) از زمین‌های اطراف بوستان براکنریج را نیز واگذار کرد و شرط گذاشت که حتماً نام آن به افتخار دوستش و عضو شورای شهر و رئیس بوستان، لودویک مهنکه، بوستان مهنکه بگذارند. کمیته‌ای برای جمع‌آوری بودجه به‌منظور برپایی بنای یادبود مهنکه در بوستان تشکیل شد. این بنای تاریخی که در ورودی پارک قرار دارد، مجسمهٔ نیم‌تنهٔ مهنکه است که پمپئو کوپنی آن را ساخته و روی پایه‌ای گرانیتی که فرانک تیچ طراحی کرده، قرار گرفته‌است.

## مرگ و املاک
جورج واشینگتن براکنریج هیچ‌وقت ازدواج نکرد. او در ۲۸ دسامبر ۱۹۲۰ در سن آنتونیو چشم از جهان فروبست و با تشریفات فراماسونری در مقبرهٔ خانوادگی نزدیک ادنا، در شهر جکسون به خاک سپرده شد. امروزه بنیاد جورج واشینگتن براکنریج کمک‌هزینهٔ تحصیلی دانشجویان را فراهم می‌کند.